# Budapest VI. kerületének műemléki listája
Ez a lista Budapest VI. kerületének műemlékeit tartalmazza.
| Kép | Törzsszám | Cím                                                                                 | Név                                          | Helyrajzi szám      |
| --- | --------- | ----------------------------------------------------------------------------------- | -------------------------------------------- | ------------------- |
|     | 15506     | Bajza utca 41. Epreskertben                                                         | Budai Mátyás templom déli kapuzata           | 28345               |
|     | 16308     | Andrássy út 26.                                                                     | Opera Gyógyszertár                           | 29078               |
|     | 16285     | Vasvári Pál utca 5.                                                                 | Vasvári Pál utcai zsinagóga                  | 29346               |
|     | 16356     | Bajza utca 41. (Kmety György utca 26-28., Munkácsy utca 18, Szondi utca 71.)        | Benczúr-műterem                              | 28345               |
|     | 16356     | Bajza utca 41. (Kmety György utca 26-28., Munkácsy utca 18, Szondi utca 71.)        | Stróbl-műterem                               | 28345               |
|     | 16356     | Bajza utca 41. (Kmety György utca 26-28., Munkácsy utca 18, Szondi utca 71.)        | Lotz-műterem                                 | 28345               |
|     | 15506     | Bajza 41., Kmetty György utca 26., Munkácsy utca 18., Szondy György utca 71.        | Régi pesti Kálvária építménye                | 28345               |
|     | 15518     | Teréz körút 13.                                                                     | Batthyány palota                             | 29423               |
|     | 15521     | Liszt Ferenc tér 8., Király utca 64., Dohnányi utca 1.                              | Liszt Ferenc Zeneművészeti Egyetem           | 29406               |
|     | 15526     | Nagymező utca, Király utca                                                          | Ávilai Nagy Szent Teréz-plébániatemplom      | 29365               |
|     | 15528     | Nagymező utca 8.                                                                    | lakóház, Ernst Múzeum és filmszínház épülete | 29356               |
|     | 15542     | Andrássy út 22., Dalszínház utca 3-9., Hajós utca 4-10., Lázár utca 19.             | Magyar Állami Operaház                       | 29209               |
|     | 15556     | Andrássy út 63-65., Hunyadi János tér 13-14., Vörösmarty Mihály utca 26-28.         | Iskola                                       | 29466               |
|     | 15559     | Andrássy út 69.                                                                     | Régi Műcsarnok épülete                       | 29499               |
|     | 15560     | Andrássy út 71., Izabella utca 54-58.                                               | Magyar Képzőművészeti Egyetem                | 29500, 29501, 29502 |
|     | 16037     | Bajza József utca 39.                                                               | Villa és műterem; Múzeum                     | 28347               |
|     | 16187     | Szobi utca 3.                                                                       | Mentőkórház                                  | 28833               |
|     | 16217     | Dessewffy utca 23.                                                                  | Dessewffy utcai zsinagóga                    | 29120               |
|     | 16244     | Hunyadi tér 4-5.                                                                    | Hunyadi téri vásárcsarnok                    | 29451               |
|     | 16285     | Vasvári Pál utca 5.                                                                 | Lakóház és zsinagóga                         | 29346               |
|     | 16356     | Bajza utca 41. (Kmety György utca 26-28., Munkácsy Mihály utca 18, Szondi utca 71.) | ún. Epreskert, Képzőművészeti Egyetem        | 28345               |
|     |           | Anker köz 1-3.                                                                      | Anker-palota                                 |                     |
|     |           | Benczúr utca 27.                                                                    | Benczúr-ház (Egyedi-palota)                  |                     |
|     |           | Andrássy út 39.                                                                     | Párisi Nagy Áruház (Divatcsarnok)            |                     |
|     |           | Andrássy út 25.                                                                     | Drechsler-palota                             |                     |
|     |           | Andrássy út 2.                                                                      | Foncière-palota                              |                     |
|     |           | Andrássy út 89.                                                                     | Kodály Zoltán Emlékmúzeum és Archívum        |                     |
|     |           | Vörösmarty utca 35.                                                                 | Liszt Ferenc Múzeum (Régi Zeneakadémia)      |                     |
|     |           | Nagymező utca 20.                                                                   | Mai Manó-ház                                 |                     |
|     |           | Teréz körút 55-57.                                                                  | Nyugati pályaudvar                           |                     |
|     |           | Nagymező utca 19.                                                                   | Budapesti Operettszínház                     |                     |
|     |           | Andrássy út 3.                                                                      | Saxlehner-palota                             |                     |
|     |           | Andrássy út 60.                                                                     | Terror Háza Múzeum                           |                     |